# Rajnai frankok

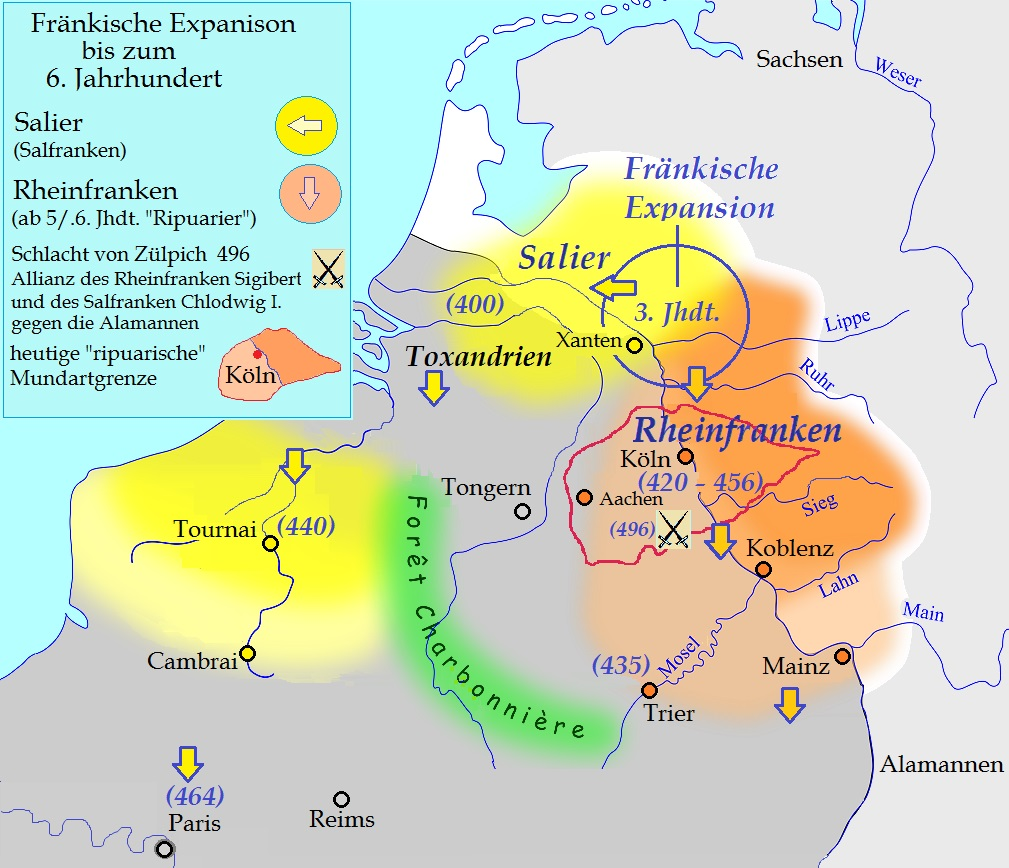
Egy klasszikus értelmezés szerint készült térkép, mely a feltételezett két nagy frank törzsrész, a száli frankok és a ripuári frankok terjeszkedését mutatja

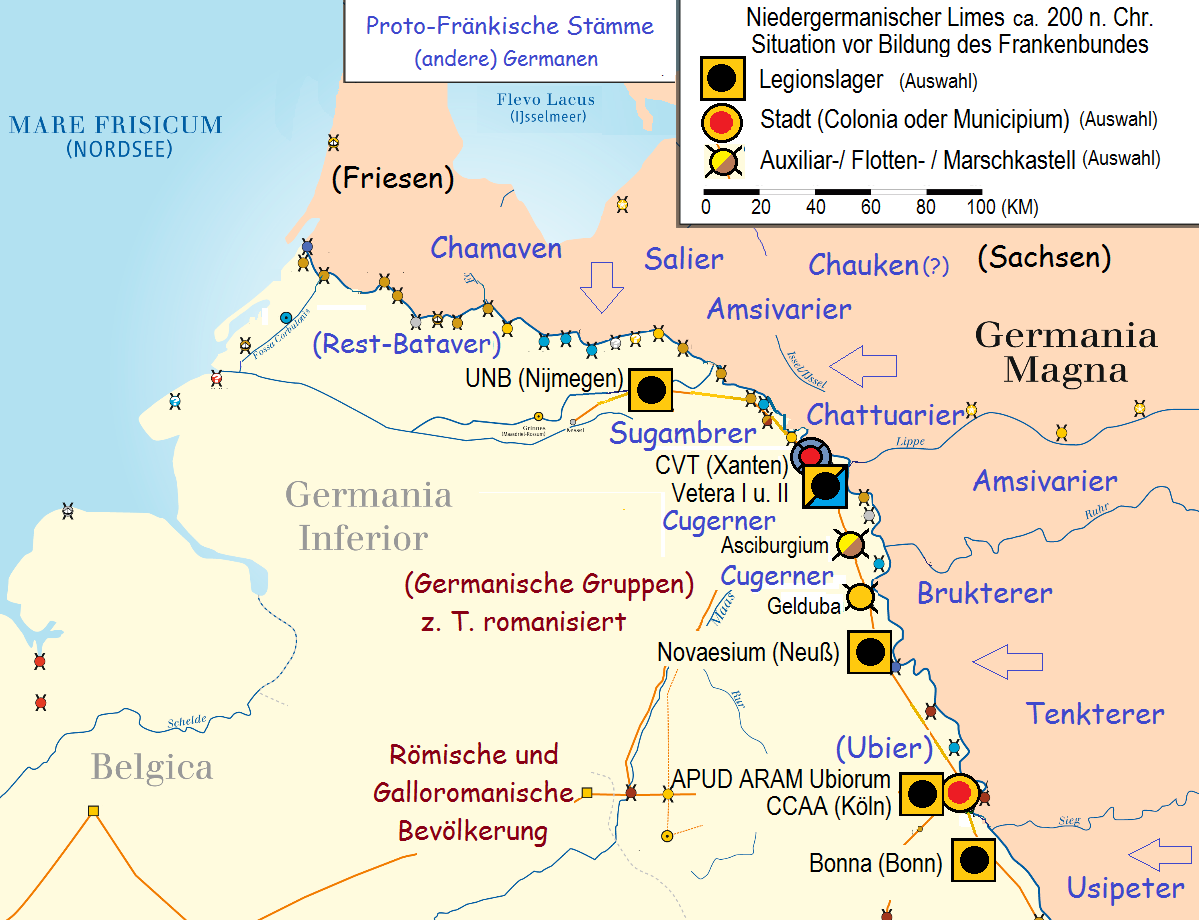
Germán törzsek a Limes mentén, melyekből később a frank törzsszövetség összeállt

Rajnai frankok (avagy  ripuári frankok a rīp- ‚part‘ latin szóból; Köln térségében „kölni frankok”) a történelemtudomány hagyományos megnevezése a frank nép két vagy három csoportból álló részének. Ezek a későókor és a koraközépkor közötti átmeneti időszakban Nyugat- és Középeurópa legnagyobb germán törzsévé nőtték ki magukat. A rajnai frank törzs több kisebb népcsoport egyesüléséből jött létre a 4. század során. A fő szállásterületük a Rajna mentén húzódott és a folyó után kapták a nevüket is. A folyó mentén Kölntől kiindulva Mainzon át Wormsig és Speyerig terjeszkedtek. Ezzel szemben Matthias Springer történész azon a véleményen van, hogy a frankok két- illetve három résztörzsre való osztása csupán téves kutatási eredményekből adódik, ami a későközépkori források helytelen értelmezésére vezethető vissza.

## A frankok eredete
Egy Franci névvel illetett nép először a 3. századi latin iratokban bukkant fel. Későbbi szerzők a 3. század közepén a Római Birodalomba betörő germán törzsekre használták a megjelölést. Valójában a név több kisebb törzset takart, akiket proto-frankoknak neveznek. Eleinte a Rajna jobb partján telepedtek meg, a szállásterületüket gyakran változtatták és egyre gyakrabban vettek részt rablóhadjáratokban a gall-római területeken váltakozó szövetségesekkel. Az idő folyamán az egyes törzsi szövetségekből egy többszintű folyamat eredményeként jött létre a frankok törzse. A klasszikus felosztás a törzset a Rajna középső részén és attól délre megtelepedett rajnai frankokra és a tőlük északnyugati irányban megtelepedő száli frankokra osztja.  A korábbi germán törzsek, melyek a frank törzsbe beolvadtak, többek között a következők voltak:
- Száliak – lehetséges módon a „száliak”, akiket a „száli frankok” névadó fő törzsének tartanak, de ez nem megállapítható teljes bizonyossággal.
- Chamaverek –  eleinte a Lippe folyótól északra, majd a 4. században a Maasig előretörő törzs.
- Sugambrerek – a Rajna bal partján lévő cugernerek alcsoportjával Xanten és Krefeld térségében.
- Bruktererek – Tacitusnál szereplő, az Ems és a Lippe mentén megtelepedett törzs, mely részt vett Köln és Trier meghódításában.
- Chattuarierek – a mai Hollandia területén lévő Lek felső folyása mellett telepedtek meg, egyes csoportjaik mélyen benyomultak Galliába arra a területre, amit később „Hatuyer” névvel illettek.
- Tenktererek – eredetileg a Rajnától keletre telepedtek le, később a Sieg folyóig nyomultak.
- Usipeterek – gyakran a tenktererekkel együtt említik őket, később a Lahn völgyében telepedtek meg
- Ampsivarierek – a chaukok által az Ems menti szálláshelyükről kiszorítva a Rajna alsó folyásához elvándoroltak
- Chaucusok (vagy Chaukok) – a frízek és a szászok között megtelepedett törzs. Valószínűleg a Beowulf eposzban szereplő „hugenek” („hugék”?) névadói. Egy részük lehetséges, hogy csatlakozott a frankokhoz, a nagyobbik részük azonban a szászokhoz állt.

A frankok törzsének létrejöttében az ekkor már romanizált batávok és az ubierek is részt vettek és ezért a szállásterületük maradék gall-római népességével együtt beolvadtak a frank törzsszövetségbe.

## A frankok részcsoportjai
A hagyományos történettudomány szerint a frankok nagytörzse (Großstamm) létrejötte után nem sokkal a mai holland-német határ mentén a Rajna alsó folyásánál ágazott szét száli frankokra és rajnai frankokra, a két fő altörzsre, melyekből később a frankok népe létrejött. A száli frankok az IJssel-tó melletti Sallandban és a Rajna deltatorkolata mentén telepedtek meg, ahonnan Toxandria felé és Gallia északi része felé terjeszkedtek tovább és ott letették a Merovingok birodalmának és a későbbi Franciaországnak az alapjait. A rajnai frankok ezzel szemben a Rajna alsó és középső folyása mentén telepedtek meg, az 5. század közepén meghódították Kölnt, ahonnan tovább terjeszkedtek déli és nyugati irányba. Az 5-6. századtól a száli és a rajnai területek közös király alatt egyesültek. A Köln nagytérségében megtelepedett rajnai frankokat a 6. századtól „ripuári frankok” avagy „ripuári” (part mentén lakók) is nevezték, miután a régiót magát is a Ripuária névvel illették. A rajnai frankok egy résztörzse illetve a ripuáriak alcsoportja adta a nevet a Lex Ripuaria törzsi törvénykönyvnek, amivel szemben a száli frank testvértörzs törvénykezését a Lex Salica lapjain fektették le.
Újabb kutatások ellenben azt mutatták, hogy a Lex Ripuaria a Lex Salica egy jóval későbbi módosított változata, nem pedig egy külön népcsoport számára létrehozott átdolgozás. Ezzel a „Ripuaria” szó legkorábban a 7., esetleg a 8. században tűnt fel először írásos forrásokban.
A „riparii” szó, ami a régebbi forrásokban felbukkan és gyakran a rajnai frankok résztörzsével hozzák összefüggésbe, nincs kapcsolatban a ripuári frankokkal, hanem a római adminisztráció meghatározásaira vezethető vissza. A „rajnai frankok” megjelölés a Frank Birodalom korából való egyetlen forrásban sem bukkan fel és a vele rokonítható Francia Rinensis fogalom csak a 9. században jelenik meg a Ravennai geográfusoknál.
Ezen eredményekből Matthias Springer arra a következtetésre jutott, hogy a száli frankok és a rajnai frankok megkülönböztetése a történelmi adottságok figyelembevételével semmilyen módon nem helytálló. Megfogalmazása szerint: „A népvándorláskorabeli és a korai Meroving-kori frankok nem osztódtak két részre. Olyan sok frank csoport volt, mint amennyi frank uralkodó – és már Klodvig († 511) előtt is éppúgy, mint őutána.” A száli és a rajnai frankok mellett részben megkülönböztetik a moseli frankokat, a „rajnai frankok” egy alcsoportját, akik az 5. század elején a Rajna felső részén, a Mosel folyó mentén voltak letelepedve.

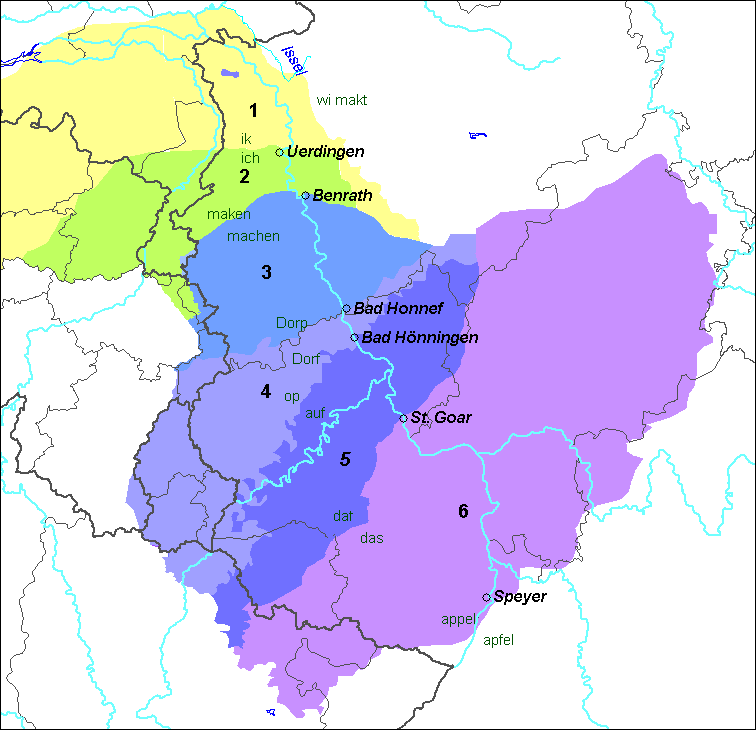
Rheinischer Fächer – a frank nyelvjárások területi elhelyezkedése
1: Niederfränkisch
2: Limburgisch
3: Ripuarisch
4: nördliches Moselfränkisch
5: südliches Moselfränkisch
6: Rheinfränkisch

A történelmi frank törzsekkel nem egyeznek a mai nyelvjárások. A ripuári nyelvjárás területe csak a Bergisches Land délnyugati részétől Kölnön át Aachenig nyúlik. A Rheinischer Fächer-hez hasonlóan megkülönböztethetők itt az Alsó-Rajna menti dialektusok, melyeket „niederreinisches Platt”-nak vagy „niederfränkisches Platt”-nak is neveznek, valamint a Mosel menti valamint a Rajna-Majna-vidékén beszélt nyelvjárások, melyeket „Moselfränkisch”-nek és „Rheinfränkisch”-nek neveznek.

A mai Köln a 3-4. században, még mielőtt a frankok meghódították volna (ábra a Römisch-Germanisches Museumban)

## A „rajnai frankok” expanziója
A krónikák a 4. évszázadban ismételt frank betöréseket említenek a Rajna bal partjára, ezek során Triert és Kölnt több alkalommal is megtámadták. 352-ben a római birodalom határa összeomlott és a rajnai frankoknak nevezett törzsek ezután megtelepedtek a folyó bal partján is. A következő évtizedek során (356–387 között) többször is összetűzésre került sor a rómaiakkal, amik váltakozó eredményekkel végződtek. Ugyanakkor I. Valentinianus és Gratianus császárok alatt több frank hadvezér is vezetői pozícióba tudott kerülni a római hadseregben az alemannokkal vívott harcok során, így például Merobaudes, Richomer, Bauto és az idősebb Arbogast.
388-ban és 389-ben a „rajnai frankok” Marcomer, Gennobaudes és Sunno vezetésével áttörték a Limest a Rajna alsó folyása mentén és elpusztították Köln környékét, utána viszont békét kötöttek II. Valentinianus császárral. Ennek ellenére ezután is sor került összecsapásokra a Rajna mentén, aminek eredményeképpen a legfőbb polgári igazgatási szerv (praefectus praetorio) 402-ben Augusta Treverorumból (a mai Trierből) Arelatéba tette át székhelyét. 413 és 420 között frank csoportok többször is megtámadták Augusta Treverorumot, 435-ben pedig végleg meghódították a települést.
Köln is végleg a „rajnai frankok” kezére került 459-461 között, akik ezután a Rajna középső folyása mentén Mainzig megtelepedtek. Köln királyi székhely lett, a király a helytartói palotában (praetorium) székelt. A római város lakosait (rómaiak, romanizált gallok, vagy a velük békében élő germánok, mint például az ubierek), akik nem menekültek el, alávetették és ezután beolvadtak a frank népességbe. A rajnai frank törzsek további expanziójára 470 és 485 között került sor délnyugati irányban, ahol a burgundok szomszédai lettek, de érintkezésbe kerültek a moseli frankoknak és a száli frankoknak nevezett csoportosulásokkal is. A következő évtizedek során a száli frank I. Childerich királynak és fiának, I. Klodvignak sikerült meghódítania egész Galliát. Az alemannokkal vívott háborúk során, melyek csúcspontja a zülpichi csata volt, utóbbi a Kölnben székelő „rajnai frank” Sigibert királytól kapott segítséget.

## A „rajnai frankok” királysága
A történetírás különböző frank uralkodókat igyekezett „rajnai frankokként” besorolni. Ide tartozik a frank Theudomer, akiről csupán Tours-i Szent Gergely írásaiból vannak információk. Theudomer apja Richomer, anyja Asycla volt, és először római konzul lett, később frank kiskirály, végül az anyjával együtt kivégezték a rómaiak. Ugyanez mondható el Sigismerről, akit a 469-ban „királyfiként” említenek a források. Őt a rajnai frankok közé sorolják a neve alapján, és az alapján, hogy egy burgund hercegnőt vett feleségül, mivel szövetségstratégiai szempontból ez a házasság jobban megfelelt a rajnai frankok számára, mint a száli frankok számára.
Egyértelműen rajnai frankként lett besorolva az a frank királyság, amelynek uralkodói Kölnben székeltek. Az egyetlen hosszabb ideig hivatalban lévő királyuk Kölni Sigibert volt, aki az 5-6. század fordulója körül uralkodott. Sigibert a száli frank Meroving I. Klodviggal szövetségben a 496-497-ben vívott zülpichi csatában legyőzte az alemannokat. Sigibert a harc során szerzett egy térdsérülést, ami után a „sánta” melléknevet kapta. Fiát, Chloderichet 508-509-ben Klodvig merényletre bújtotta fel apja ellen. Röviddel ezután Klodvig apagyilkossággal vádolta meg és megöl(et)te. Ezután Klodvig bevonult Kölnbe, ahol a helyi nagyságok királyuknak ismerték el.
Klodvig az 511-ben bekövetkezett haláláig uralkodott az immár egyesített frank területek felett. Klodvig fia, I. Theuderich örökölte meg a birodalomnak ezt a részét, melyet később Austrasiának vagy Austriának neveztek és mely a régi toxandriai „száli frank” területektől a „rajnai frankok” területén át egészen Türingia határáig húzódott. Ezt a vidéket a következő időkben a Merovingok ágából származó királyok uralták és egyesítették a többi frank területtel.

## Fordítás
- Ez a szócikk részben vagy egészben  a   Rheinfranken című német Wikipédia-szócikk ezen változatának fordításán alapul.  Az eredeti cikk szerkesztőit annak laptörténete sorolja fel. Ez a jelzés csupán a megfogalmazás eredetét és a szerzői jogokat jelzi, nem szolgál a cikkben szereplő információk forrásmegjelöléseként.